# Pentapodus aureofasciatus
Pentapodus aureofasciatus là một loài cá biển thuộc chi Pentapodus trong họ Cá lượng. Loài cá này được mô tả lần đầu tiên vào năm 2001.

## Từ nguyên
Từ định danh aureofasciatus được ghép bởi hai âm tiết trong tiếng Latinh: aureus ("vàng kim") và fasciatus ("có sọc"), hàm ý đề cập đến dải vàng nổi bật ở hai bên lườn của loài này.

## Phân bố và môi trường sống
Từ quần đảo Ryukyu và đảo Đài Loan, P. aureofasciatus có phân bố trải dài về phía nam đến bang Queensland (Úc), về phía đông đến quần đảo Samoa và Tonga. Ở Việt Nam, P. aureofasciatus lần đầu được ghi nhận tại Ninh Thuận.
P. aureofasciatus sống trên nền đáy đá vụn, gần các rạn san hô ở độ sâu khoảng 5–80 m.

## Mô tả
Chiều dài cơ thể lớn nhất được ghi nhận ở P. aureofasciatus là 25 cm. Theo Motomura và Harazaki (2007), có những khác biệt về kiểu màu sắc và hình thái xuất hiện giữa các quần thể P. aureofasciatus từ những vùng địa lý khác nhau, cho thấy "P. aureofasciatus" có thể bao gồm nhiều loài hoặc phân loài, hoặc ít nhất là những quần thể đang biến đổi về mặt di truyền.

## Sinh thái
Calydiscoides limae, thuộc lớp Sán lá đơn chủ (Monogenea), được mô tả lần đầu tiên từ cơ thể P. aureofasciatus được bắt dọc theo rạn san hô ngoài khơi Nouvelle-Calédonie.